# Tiffany Porter
Tiffany Adaez Ofili-Porter, ameriško-angleška atletinja, * 13. november 1987, Ypsilanti, Michigan, ZDA.
Nastopila je na poletnih olimpijskih igrah v letih 2012 in 2016, ko je osvojila sedmo mesto v teku na 100 m z ovirami. Na svetovnih prvenstvih je osvojila bronasto medaljo v isti disciplini leta 2013, na svetovnih dvoranskih prvenstvih srebrno in dve bronasti medalji v teku na 60 m z ovirami, na evropskih prvenstvih zlato in srebrno medaljo v teku na 100 m z ovirami, na evropskih dvoranskih prvenstvih srebrno medaljo v teku na 60 m z ovirami leta 2011, kot tudi na igrah Skupnosti narodov v teku na 100 m z ovirami leta 2014.